# Magny-lès-Villers
Magny-lès-Villers ist eine französische Gemeinde mit 233 Einwohnern (Stand: 1. Januar 2022) im Département Côte-d’Or in der Region Bourgogne-Franche-Comté (vor 2016 Bourgogne); sie gehört zum Arrondissement Beaune und zum Kanton Nuits-Saint-Georges. 

## Geographie
Magny-lès-Villers liegt etwa 26 Kilometer südsüdwestlich von Dijon. Umgeben wird Magny-lès-Villers von den Nachbargemeinden Villers-la-Faye im Norden, Corgoloin im Osten, Ladoix-Serrigny im Süden und Südosten, Pernand-Vergelesses im Süden und Südwesten sowie Échevronne im Westen und Nordwesten.

## Bevölkerung
| Jahr                       | 1962 | 1968 | 1975 | 1982 | 1990 | 1999 | 2006 | 2011 | 2016 |
| Einwohner                  | 205  | 207  | 184  | 224  | 242  | 246  | 258  | 256  | 246  |
| Quellen: Cassini und INSEE |      |      |      |      |      |      |      |      |      |

## Sehenswürdigkeiten

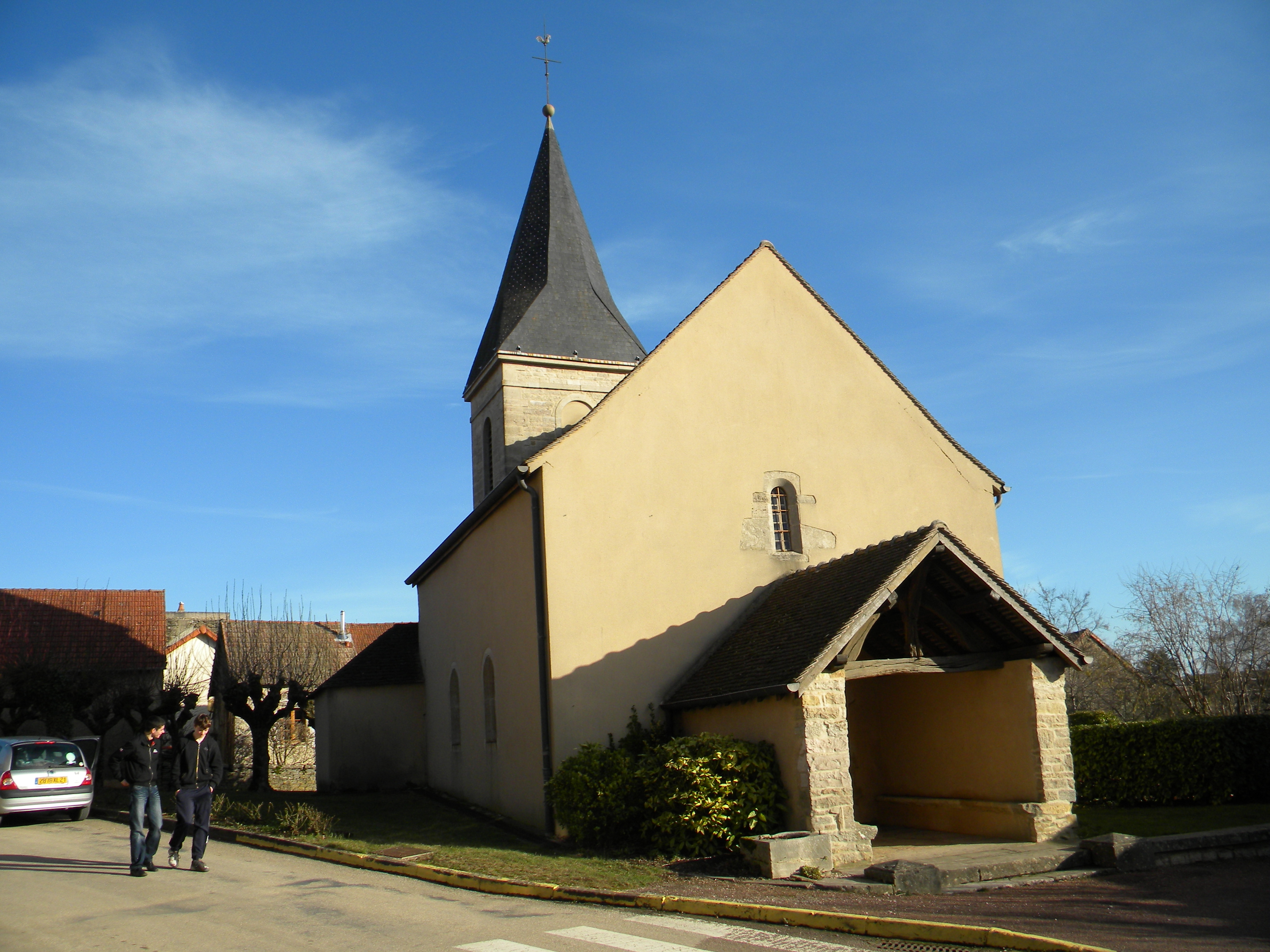
Kirche
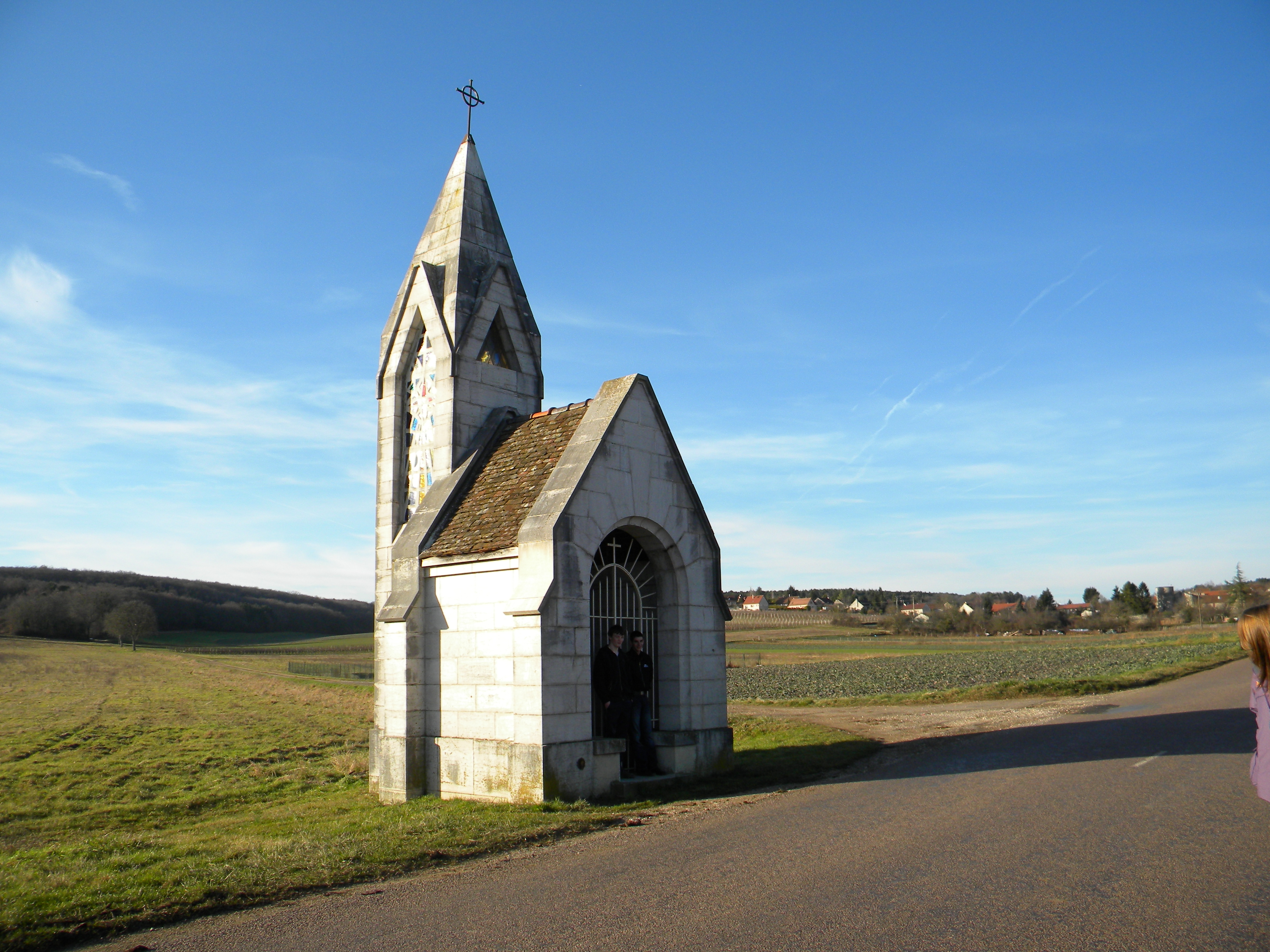
Kapelle Notre-Dame-de-Bonheur

- Kirche
- Kapelle Notre-Dame-de-Bonheur